# Hyacinthella lineata
Hyacinthella lineata är en sparrisväxtart som först beskrevs av Ernst Gottlieb von Steudel, Schult. och Julius Hermann Schultes, och fick sitt nu gällande namn av Chouard. Hyacinthella lineata ingår i släktet Hyacinthella och familjen sparrisväxter. Inga underarter finns listade i Catalogue of Life.